# Ваза Футбольной ассоциации
Ваза Футбольной ассоциации (англ. The Football Association Challenge Vase, FA Vase) — ежегодное футбольное соревнование для команд, выступающих на 5 и 6 ступенях английской национальной лиги (или, эквивалентно, на 9 или 10 ступенях общей системы английских футбольных лиг). В сезоне 2017/18 годов приняли участие 619 клубов, два отборочных раунда предшествовали шести основным раундам соревнования, полуфиналу (играется в два этапа) и финалу, которые проводились на стадионе «Уэмбли».
Победителем 2021 года стал клуб Уоррингтон Райлендс, обыгравший Бинфилд со счетом 3:2 на стадионе «Уэмбли».

## История

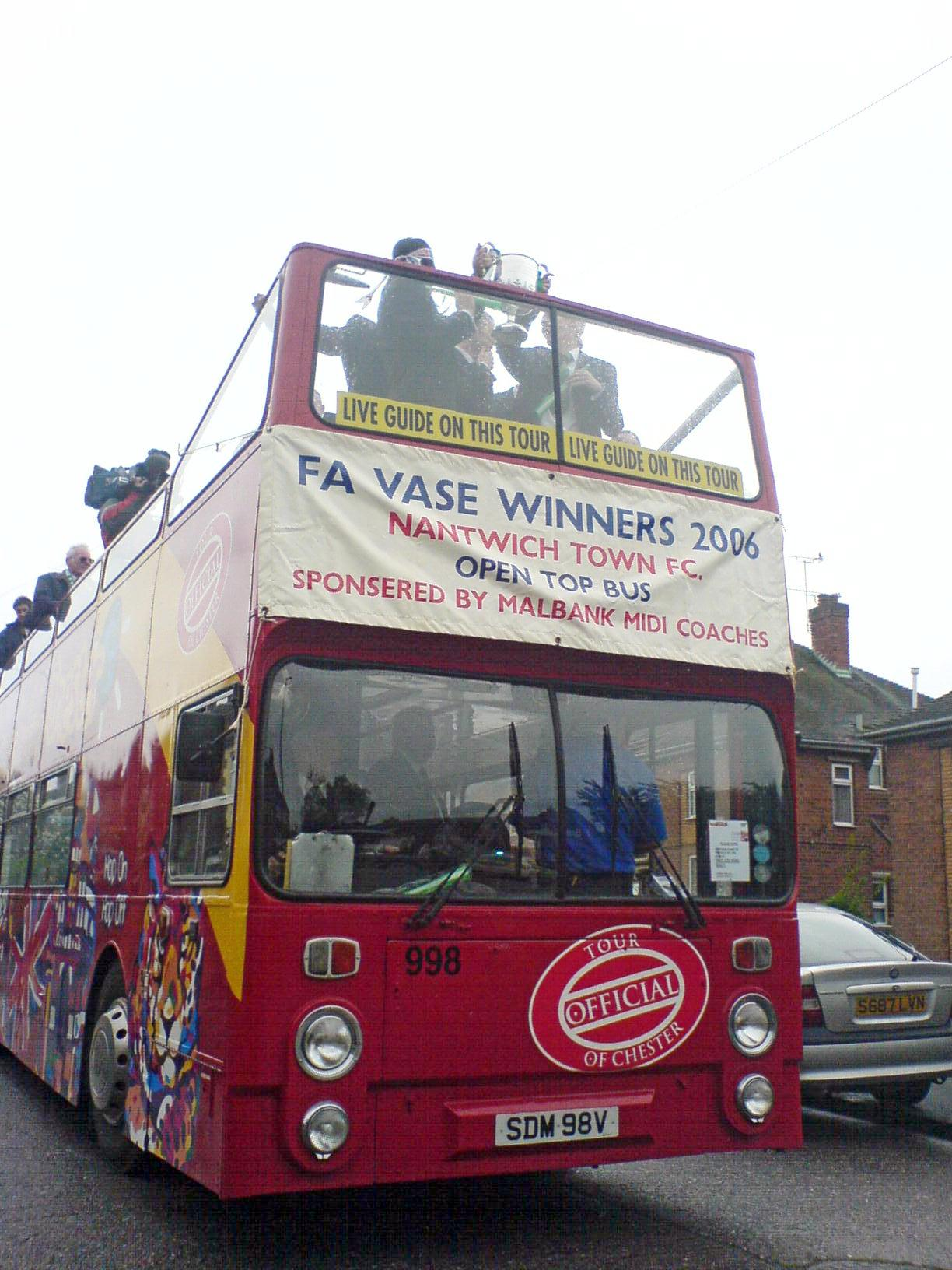
Нантвич Таун празднует победу в Вазе после победы над Хиллингдон Боро в финале в 2006 году.

До 1974 года футболисты были либо профессионалами, либо любителями. Профессионалам платили за игру их клубы, и единственными кубковыми соревнованиями, в которых такие клубы могли участвовать, были Кубок Англии по футболу и, после 1969 года, для клубов, не входящих в Футбольную лигу, Трофей Футбольной ассоциации. Любители, напротив, не получали зарплату (по крайней мере, официальную) от своих клубов, и у таких клубов был свой собственный кубковый турнир — Любительский кубок Футбольной ассоциации.
В 1974 году, когда многие лучшие игроки-любители получали деньги за игру, Футбольная ассоциация отменила Любительский кубок, и ввела новый кубковый турнир — Вазу футбольной ассоциации для большинства клубов, которые ранее играли в этом соревновании. В первом сезоне 1974/75 годов в соревновании приняли участие более 200 клубов. В финале на стадионе «Уэмбли» перед 9000 зрителей Ходдесдон Таун из Спартанской лиги победил Эпсом и Юэлл из Старшей лиги Суррея со счётом 2:1.
В сентябре 2021 года клуб Хинкли установил новый рекордный счет в соревновании, победив Сент-Мартинс со счётом 18:0.

## Требования

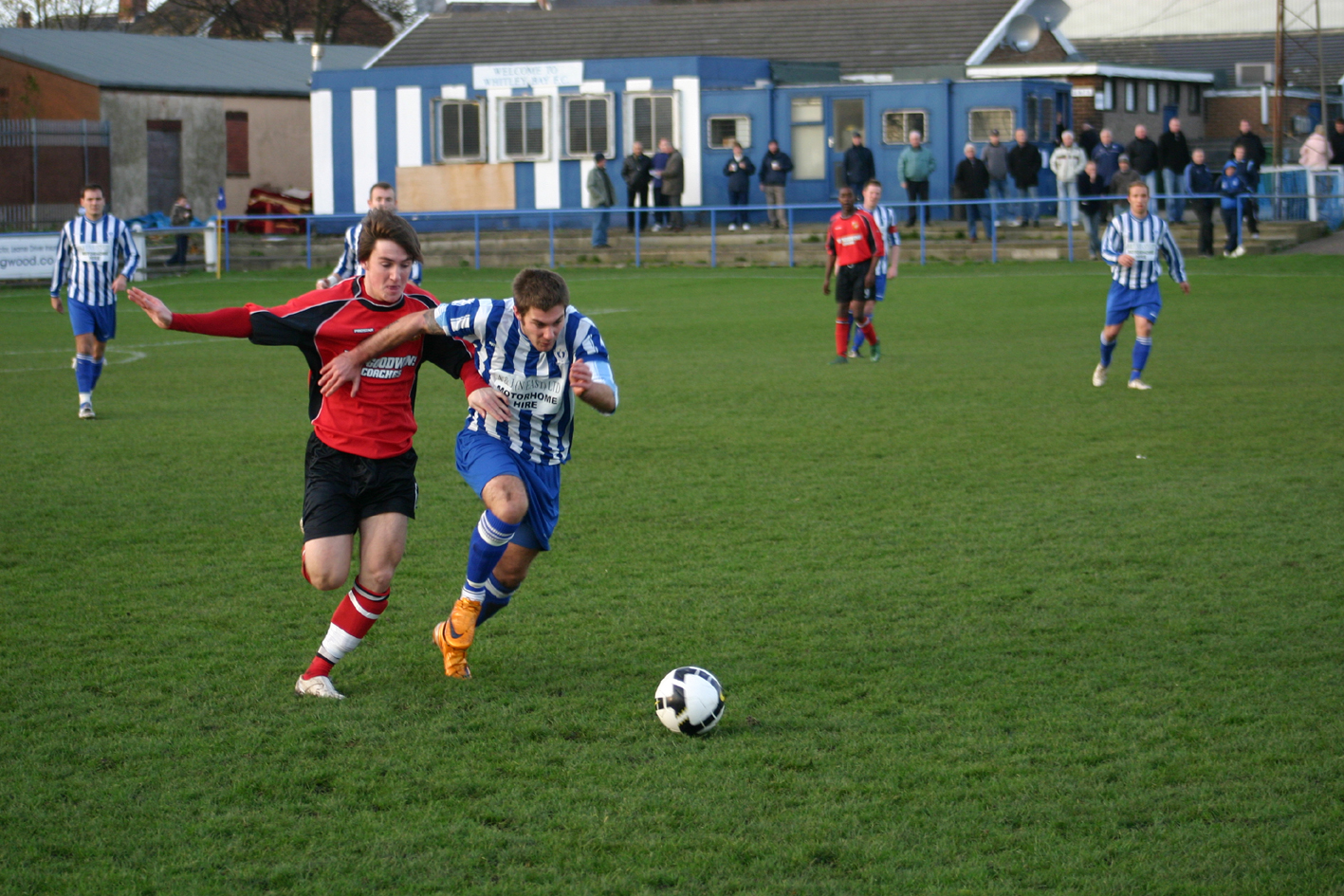
Уитли Бэй принимает Эбби Хей в матче FA Vase в 2008 году.

В последние годы в кубке участвовали только клубы девятого и более низких уровней системы английских футбольных лиг (клубы, находящиеся на четыре уровня выше девятого, квалифицировались для участия в Трофее Футбольной ассоциации). Реорганизация системы Национальной лиги в 2004 году переместила разделительную линию вниз на новую «ступень 5» (девятый уровень в целом). Клубы с Нормандских островов (Фёрст Тауэр Юнайтед, Сент-Мартинс и Вейл Рекреашн) и острова Мэн (Дуглас HSOB) также участвовали в Вазе в прошлом. Клуб Гернси, образованный в 2011 году, и игравший в Лиге объединённых графств «ступень 5», получил право участия в сезоне 2012/13 и дошёл до полуфинала.

### Исключения
- Команды, игравшие в предыдущем сезоне в Вазе и занявшие первые четыре места в лиге пятой ступени, освобождаются от участия в квалификации и начинают играть в первом раунде Вазы, если только они не перешли в лигу четвёртой ступени. (Если они получили повышение, то вместо этого они будут играть в Трофее футбольной ассоциации).
- Команды, которые играли в Трофее футбольной ассоциации в предыдущем сезоне и были понижены в лиге до уровня 4, освобождаются от квалификации и начинают игру в первом раунде Вазы.
- Клубы, которые играли в 4-м или более позднем раунде Вазы предыдущего сезона, освобождаются от квалификации и первого раунда и начинают игру во втором раунде.

## Финалы
Только пять команд выигрывали FA Vase более одного раза. Уитли Бэй — единственная команда, которая выигрывала FA Vase три раза подряд, а Биллерики Таун, Тивертон Таун и Хейлсоуэн Таун выигрывали титулы два раза подряд. По состоянию на 2017/18 год как минимум одна команда Северной лиги выходила в финал 10 сезонов подряд, причём команды из этой лиги выигрывали титул все эти годы. В 2017 году Форест Грин Роверс стал первым победителем Вазы футбольной ассоциации, перешедшим в Английскую футбольную лигу, а одна бывшая команда Футбольной лиги (Глоссоп Норт Энд) стала финалистом.

## Освещение в СМИ
BT Sport показал в прямом эфире 22 мая 2016 года финал FA Vase между командами Херефорд и Морпет Таун в рамках двойной трансляции вместе с финалом Трофея футбольной ассоциации. Такая практика продолжалась и в более поздние годы.